# Pawłowicze (Litwinki)
Pawłowicze – kolonia wsi Litwinki w Polsce, położona w województwie podlaskim, w powiecie sokólskim, w gminie Kuźnica.
W latach 1975–1998 kolonia administracyjnie należała do województwa białostockiego.
Wierni kościoła rzymskokatolickiego należą do parafii Najświętszej Maryi Panny Pocieszenia w Zalesiu.

## Zabytki
- Pałac Wołłowiczów z 1610 roku,  jeden z nielicznych zabytków woj. podlaskiego z początku XVII w., przebudowany w stylu klasycystycznym w 2 poł. XVIII wieku, remontowany w 1910 r. Pałac w 1610 roku zbudował Paweł Wołłowicz herbu Bogoria, z którego to okresu zachowała się tablica fundacyjna na fasadzie, z umieszczoną łacińską inskrypcją o treści: „Paweł Wołłowicz sobie i swoim jakimkolwiek również wdzięcznym spadkobiercom zbudował w roku pańskim 1610. Czego pragniesz dla siebie, czyń drugiemu"[7]. Pałac miał dwa piętra i stanął na osi drogi dojazdowej wiodącej od gościńca zaleskiego i stanowił on element renesansowej kompozycji przestrzennej. Być może w II połowie XVI w. funkcjonował przy tym dworze zbór kalwiński gdyż Wołłowiczowie byli gorącymi zwolennikami kalwinizmu, a według lokalnych przekazów ustnych kamień usytuowany przy wjeździe do założenia z wyrytym na nim krzyżykiem ma upamiętniać nieistniejący „kościół”. W latach 1630–1658 właścicielem majątku Pawłowicze był Eustachy Kazimierz Wołłowicz, syn Pawła. Po nim dobra przejął jego syn – Aleksander Hieronim Wołłowicz (po 1658 r.). W bliżej nieznanym czasie doszło do połączenia dóbr Andrzejewo z dobrami Pawłowicze i w początkach XVIII w. majętność ta znalazła się w rękach rodziny Łapów, jednak Stanisław Łapa dzierżył Pawłowicze, a Władysław Łapa Andrzejewo. W 1775 r. całość dóbr pozostawała własnością Komara, miecznika Wiłkomirskiego. Przed 1784 r. dobra te stały się własnością Downarowiczów, chorążych rzeczyckich. W XVIII wieku Downarowiczowie przebudowali pałac i zbudowali dwie oficyny w stylu klasycystycznym oraz założyli park. Dawny dwór – kamienicę przebudowano i rozbudowano, dzięki czemu powstał reprezentacyjny pałac z drewnianym gankiem w elewacji głównej, boniowaniem z tynku w przyziemiu oraz fryzem z rygalitów i rozet ponad piętrem. W tej samej linii co pałac wzniesiono oficyny – północną z kamienia polnego i południową z cegły. Przed pałacem umieszczono dwa dziedzińce (wstępny i honorowy), które przecinała aleja lipowa poprowadzona na osi pałacu, a kończąca się przy bramie i kamiennym murze ogrodzenia. Budynki gospodarcze umieszczono przy drodze z Nowego Dworu do Zalesia i Sokółki. Zapewne w tym samym okresie zamieniono dawny zbór kalwiński na kaplicę katolicką. Na przełomie XIX i XX wieku w pobliżu pałacu zbudowano nowe murowane stajnie. W 1900 roku właścicielką Pawłowicz została Elżbieta Kułakowska. W roku 1910, w trzechsetną rocznicę budowy pałacu przeprowadzono jego gruntowny remont (w elewacji ogrodowej w narożniku południowym wypruto wtedy balkon-taras). Pałac i oficyny zostały zniszczone w 1944 roku, a następnie rozpoczęto ich rozbiórkę. Po interwencji prof. Pawła Kułakowskiego (syna ostatnich właścicieli) rozbiórkę wstrzymano, a założenie zostało odbudowane przez WKZ w latach 1959-66 bez oficyny północnej i stajni[8]. Obecnie w pałacu mieści się szkoła podstawowa, a w oficynie mieszkania dla nauczycieli. Pałac jest jedynym w okolicach Białegostoku zachowanym przykładem rezydencji powstałej w czasach renesansu, z którego to okresu do dzisiaj pozostały obramienia okien na piętrze. W 2023 r. powiat sokólski przejął zdewastowany zabytek[9] od gminy Kuźnica[10] - w użyczenie na czas nieoznaczony[11], co zostało oprotestowane przez spadkobierców prawowitych właścicieli[12].
- aleja dworska 200-letnich lip, klonów i dębów,
- zabudowania dworskie,
- pozostałości parku,
- Kościół w Zalesiu z 1604 roku fundacji Hieronima Wołłowicza (4 km na północ od Pałacu).